# Manyang Cut
Manyang Cut is een bestuurslaag in het regentschap Pidie Jaya van de provincie Atjeh, Indonesië. Manyang Cut telt 1391 inwoners (volkstelling 2010).